# 〈物語〉シリーズ ぷくぷく
『〈物語〉シリーズ ぷくぷく』は、NHN PlayArt株式会社が開発し、アニプレックスより配信されていたスマートフォン向けゲームアプリ。〈物語〉シリーズ（主にアニメ版）を題材にしている。2018年8月21日サービス開始。基本プレイ無料（アイテム課金制）。
2020年3月31日をもってサービスを終了した。

## 概要
丸形にデフォルメされたキャラクター「ぷく」を消すパズルゲーム。
ゲームシステムはツムツムに類似している。開発はどちらもNHN PlayArt株式会社。
アニメ〈物語〉シリーズを題材にしており、パズルをクリアしていくとアニメの場面や動画を見ることができる。2019年6月現在、偽物語中の「つきひフェニックス」まで進めることができる。

## 基本ルール
制限時間50秒間で、同じ種類のぷくを繋げ（チェーン）たりタップ（叩く）したりして消していく。ツムツムと違って繋げる数は2つでもよい。
ぷくには「サイズ」が設定されている。繋げていくとサイズが増大し、サイズが10以上になると破裂する。破裂すると周囲にサイズ増加の効果を与える。